# Latimeria chalumnae
Афричка латимерија или афрички целакант (Latimeria chalumnae) је врста рибе из реда целаканти (Coelacanthiformes) и породице латимерија (Latimeriidae).

## Распрострањење
Врста има станиште у морском подручју Индонезије и Комора. Изумрла је у Јужноафричкој Републици.

## Угроженост
Ова врста је крајње угрожена и у великој опасности од изумирања.